# LX edición de los Premios Ariel
La 60°. entrega de los Premios Ariel, organizada por la Academia Mexicana de Artes y Ciencias Cinematográficas, se celebró el 5 de junio de 2018 en el Palacio de las Bellas Artes de la Ciudad de México. Previamente, el 23 de abril, las actrices Ilse Salas y Tiaré Scanda anunciaron los nominados durante un evento en la Cineteca Nacional.
En esta ceremonia se entregaron premios en 26 categorías. Fue televisada en México por Canal 22 y además por primera vez se proyectó en la sala 3 de la Cineteca Nacional. En la ceremonia, se reconoció con el Ariel de Oro a la actriz Queta Lavat y al fotógrafo Toni Kuhn.
El presidente de la Academia: Ernesto Contreras dio a conocer algunas de las actividades que se llevarán a cabo rumbo a la entrega de los Premios Ariel:
- Ciclo de cine: Rumbo al Ariel. Se llevará a cabo en distintas sedes de la Ciudad de México y el interior de la república, proyectando las películas nominadas.
- Multipremier Ariel 60. Serán proyectados en la Cineteca Nacional los 5 filmes nominados a mejor Película de este año. La fecha será el 14 de mayo.
- Exposición “Dirigida por” del fotógrafo Carlos Somonte. Esta muestra estará conformada por fotografías que reflejan la identidad de las y los directores ganadores del Ariel. Será del 21 de mayo al 8 de julio en la galería abierta de las Rejas de Chapultepec.
- Encuentro de Nominados. En este evento se reunirán los nominados al Ariel 2018 y los medios de comunicación.

## Premios y nominaciones múltiples
| Película                      | Nominaciones | Premios |
| ----------------------------- | ------------ | ------- |
| Sueño en otro idioma          | 16           | 6       |
| La región salvaje             | 12           | 5       |
| Vuelven                       | 10           | 2       |
| Los adioses                   | 8            | 1       |
| La libertad del diablo        | 8            | 1       |
| El elegido                    | 7            | 1       |
| La habitación                 | 7            | 2       |
| Batallas íntimas              | 5            | 0       |
| Tiempo compartido             | 5            | 2       |
| Los crímenes de Mar del Norte | 5            | 0       |
| Plaza de la soledad           | 4            | 0       |
| Las hijas de Abril            | 3            | 1       |
| El vigilante                  | 3            | 1       |
| Mientras el lobo no está      | 3            | 0       |
| Tamara y la Catarina          | 3            | 0       |
| Ayúdame a pasar la noche      | 2            | 0       |
| Oso polar                     | 2            | 1       |

## Nominados y ganadores
Indica el ganador dentro de cada categoría, mostrado al principio y resaltado en negritas. A continuación se listan los nominados:

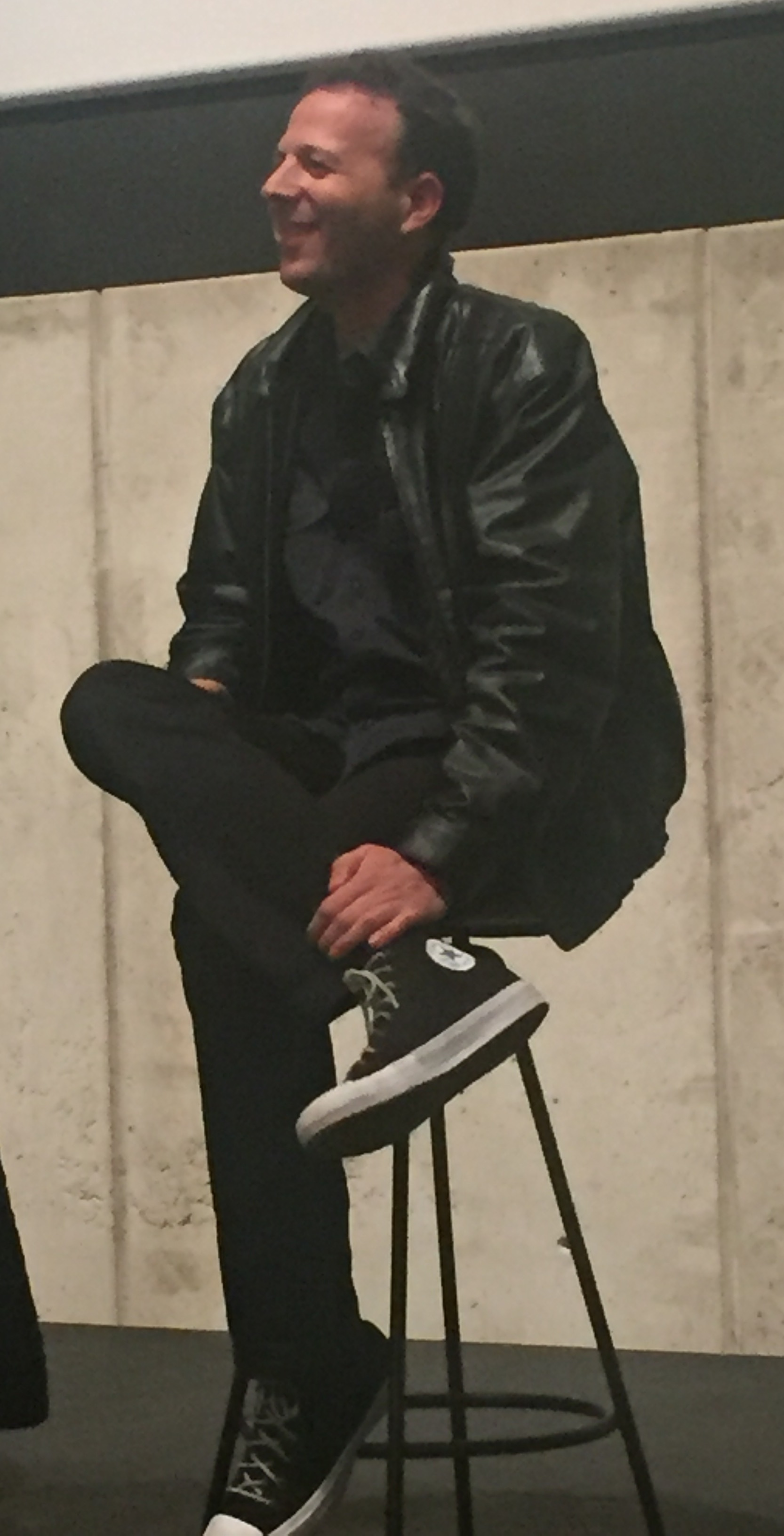
Amat Escalante, ganador a Mejor dirección

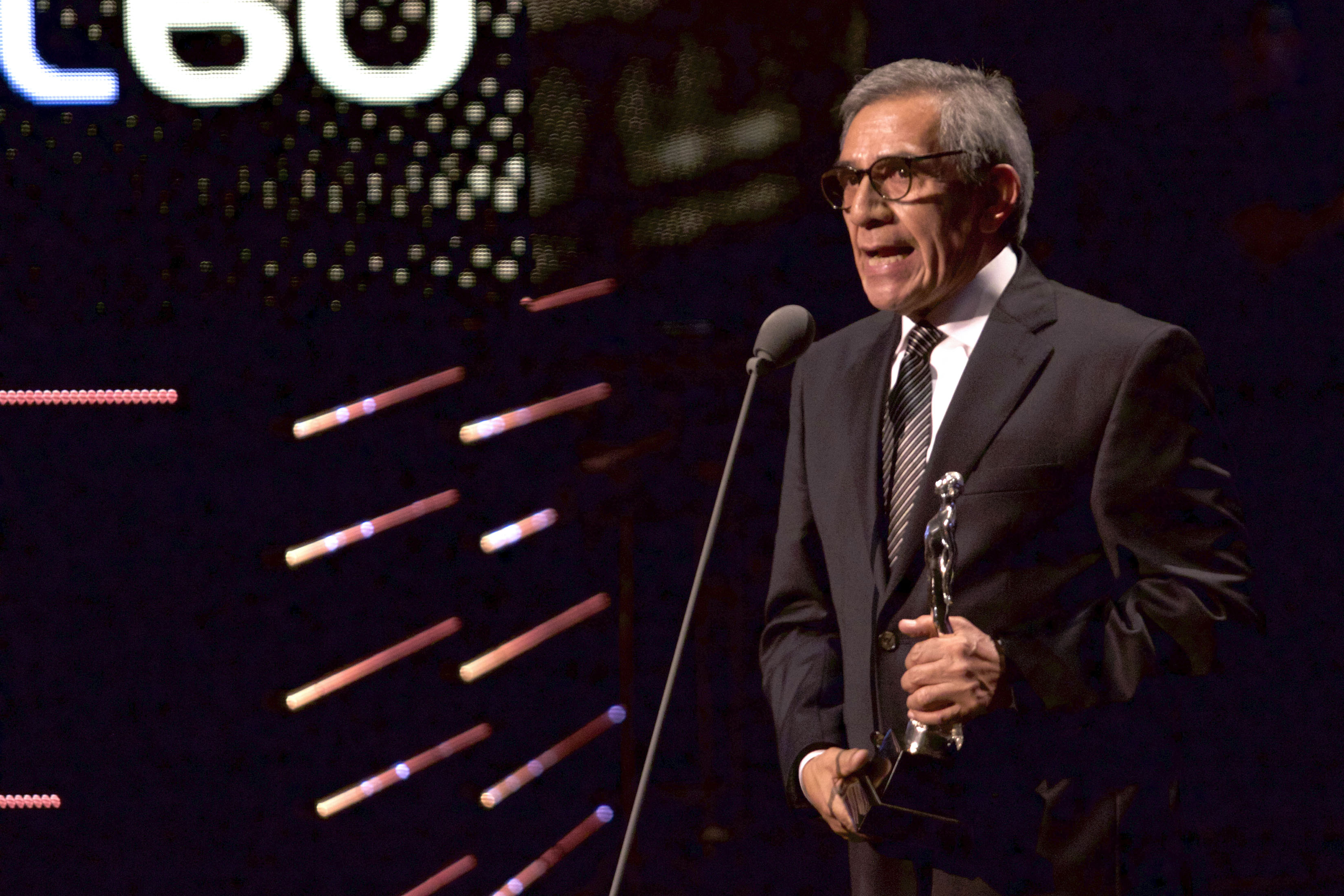
Eligio Meléndez, ganador a Mejor actor

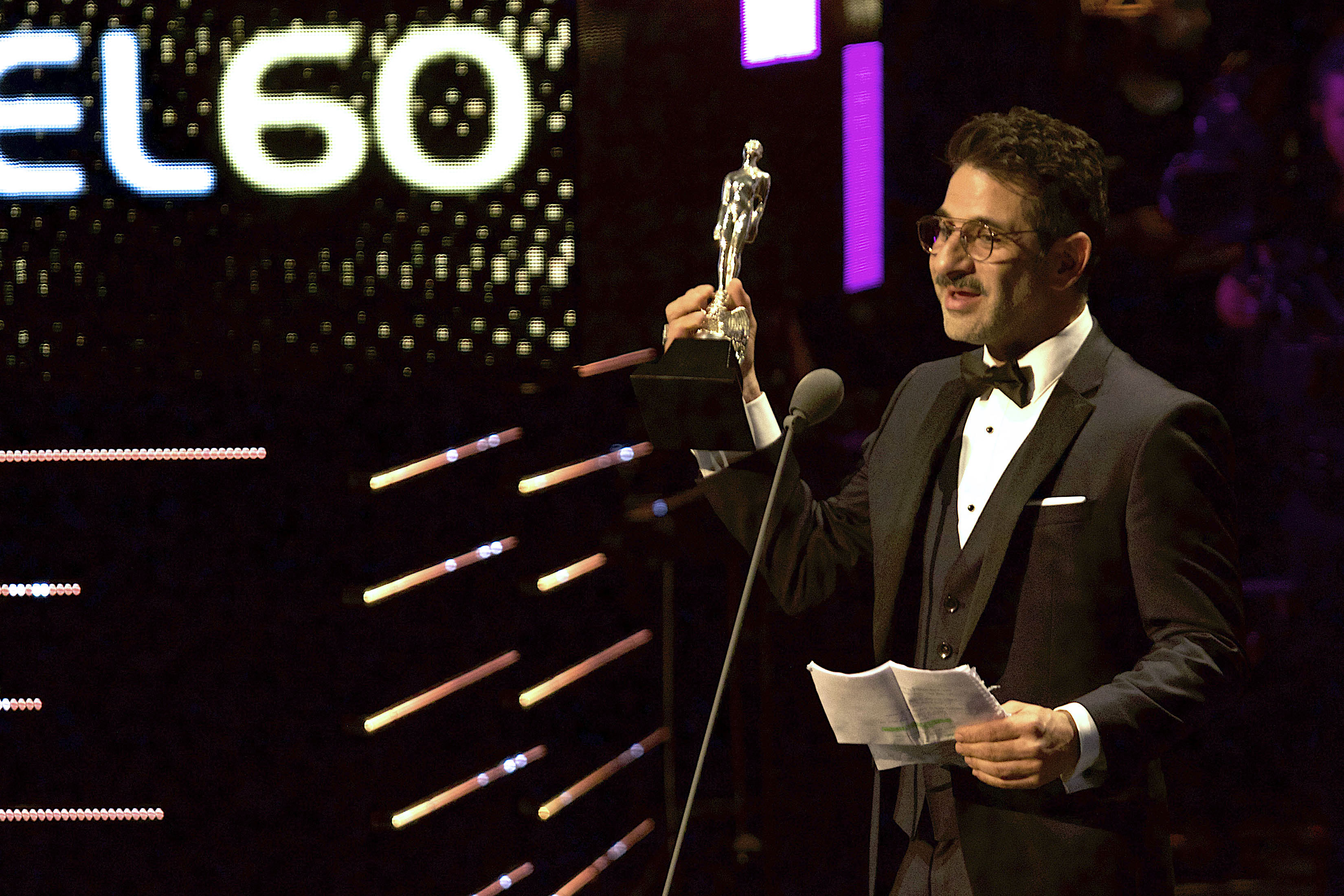
Miguel Rodarte, ganador a Mejor coactuación masculina

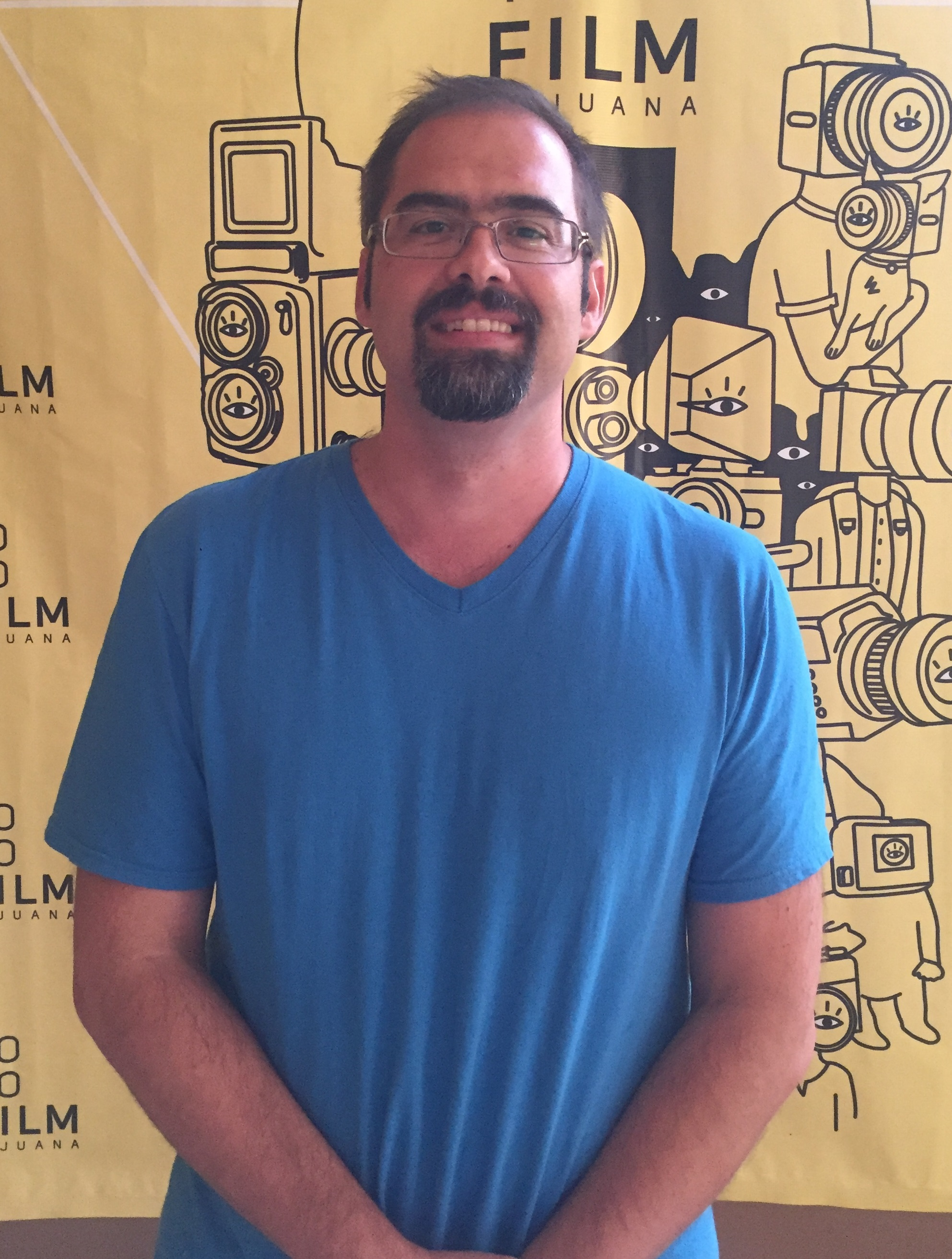
Diego Ros, ganador a Mejor ópera prima

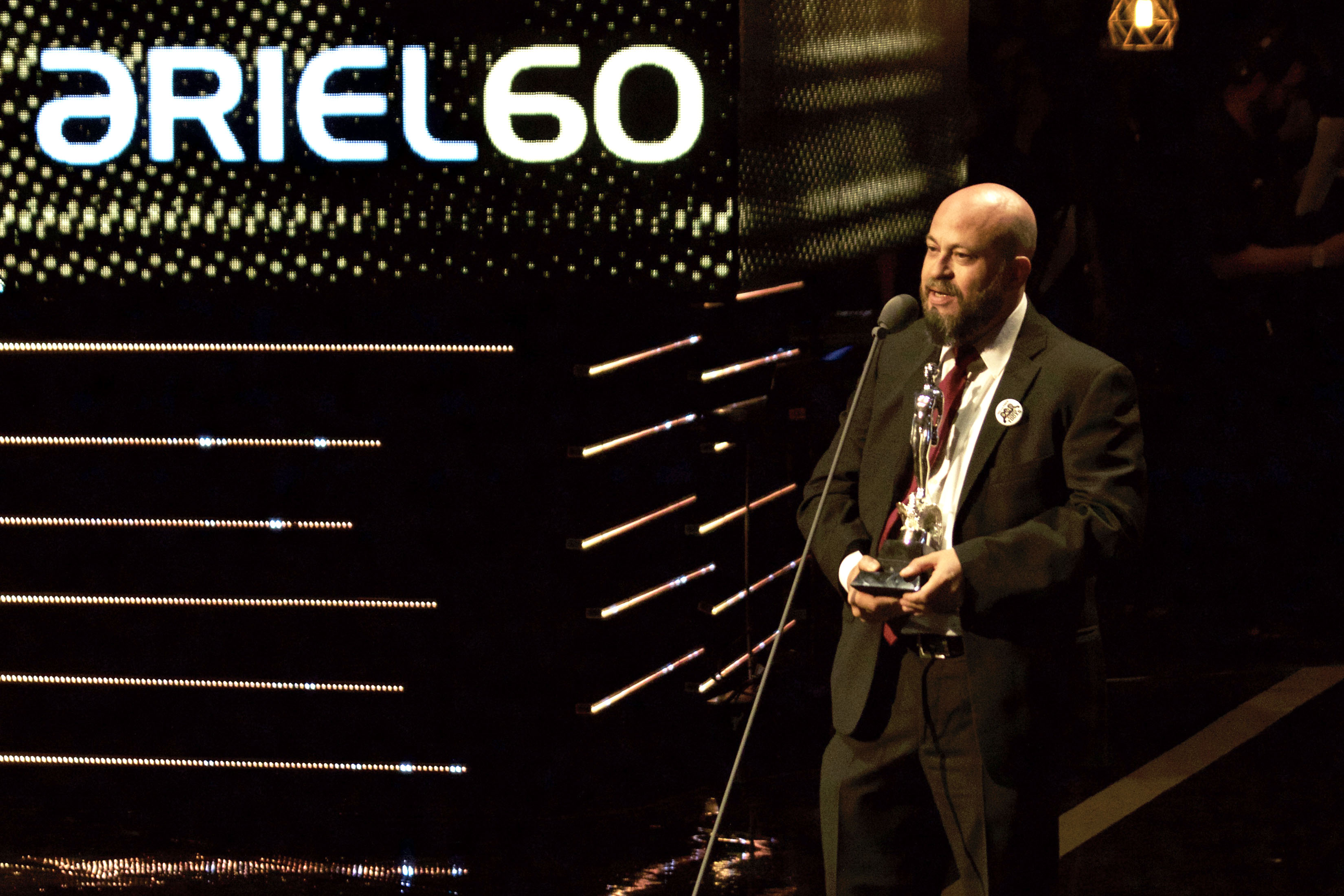
Everardo González, ganador a Mejor documental

| Mejor película Presentado por: Blanca Guerra y Felipe Cazals. | Mejor dirección Presentado por: Blanca Guerra y Felipe Cazals. |
| --- | --- |
| Sueño en otro idioma - Agencia Sha, Alebrije , Revolver Ámsterdam, FOPROCINE, Estudios Churubusco Azteca, EFICINE - Batallas íntimas - Caguama producciones (CasaDeLou), FOPROCINE, IMCINE - La libertad del diablo - Artegios, Animal de Luz films - La región salvaje - Mantarraya Producciones, Tres tunas - Tiempo compartido - Piano | Amat Escalante por La región salvaje - Lucía Gajá por Batallas íntimas - Everardo González por La libertad del diablo - Natalia Beristáin por Los adioses - Issa López por Vuelven |
| Mejor actor Presentado por: Irene Azuela y José María Yazpik. | Mejor actriz Presentado por: Irene Azuela y José María Yazpik. |
| Eligio Meléndez por Sueño en otro idioma - Leonardo Alonso por El vigilante - Daniel Giménez Cacho por Los adioses - Gabino Rodríguez por Los crímenes de Mar del Norte - Humberto Busto por Oso polar | Karina Gidi por Los adioses - Ángeles Cruz por Tamara y la catarina - Angelina Peláez por Tamara y la catarina - Cassandra Ciangherotti por Tiempo compartido - Arcelia Ramírez por Verónica |
| Mejor coactuación masculina Presentado por: Daniela Vega y Paulina Gaitán. | Mejor coactuación femenina Presentado por: Daniela Vega y Paulina Gaitán. |
| Miguel Rodarte por Tiempo compartido - Emilio Echevarría por El elegido - Pedro de Tavira por Los adioses - Hoze Meléndez por Sueño en otro idioma - Juan Pablo de Santiago por Sueño en otro idioma | Verónica Toussaint por Oso polar - Simone Bucio por La región salvaje - Joanna Larequi por Las hijas de Abril - Tessa Ia por Los adioses - Fátima Molina por Sueño en otro idioma |
| Mejor actor de cuadro Presentado por: Ilse Salas y Juan Manuel Bernal. | Mejor actriz de cuadro Presentado por: Ilse Salas y Juan Manuel Bernal. |
| Andrés Almeida por Tiempo compartido - Héctor Holten por El vigilante - Hernán Mendoza por Las hijas de Abril - Norman Delgadillo por Los crímenes de Mar del Norte - Tenoch Huerta por Vuelven | Bernarda Trueba por La región salvaje - Vico Escorcia por Los crímenes de Mar del Norte - Norma Angélica por Sueño en otro idioma - Mónica Miguel por Sueño en otro idioma - Mercedes Pascual por Tamara y la catarina |
| Mejor revelación masculina Presentado por: Verónica Langer y Noé Hernández. | Mejor revelación femenina Presentado por: Verónica Langer y Noé Hernández. |
| Juan Ramón López por Vuelven - Luis Amaya Rodríguez por Ayúdame a pasar la noche - Jesús Meza por La región salvaje - Máximo Hollander por Los herederos - Luis de la Rosa por Mientras el lobo no está | Ana Valeria Becerril por Las hijas de Abril - Macarena Arias por Alba - Ruth Ramos por La región salvaje - Nicolasa Ortiz Monasterio por Sueño en otro idioma - Paola Lara por Vuelven |
| Mejor guion original Presentado por: Camila Sodi y Alfonso Dosal. | Mejor montaje Presentado por: Camila Sodi y Alfonso Dosal. |
| Carlos Contreras por Sueño en otro idioma - Everardo González, Diego Enrique Osorno por La libertad del diablo - Amat Escalante, Gibrán Portela por La región salvaje - Sebastian Hofmann, Julio Chavezmontes por Tiempo compartido - Issa López por Vuelven                                                                              | Fernanda de la Peza, Jacob Secher Schulsinger por La región salvaje - Francisco X. Rivera, Lucía Gajá, Mariana Rodríguez por Batallas íntimas - Paloma López Carrillo por La libertad del diablo' - Valentina Leduc por Plaza de la soledad - Joaquim Marti por Vuelven |
| Mejor fotografía Presentado por: Camila Sodi y Alfonso Dosal. | Mejor sonido Presentado por: Verónica Langer y Noé Hernández. |
| Tonatiuh Martínez por Sueño en otro idioma - Guillermo Granillo por El elegido - Guillermo Granillo, Bogumil Godfrejów por La habitación - María José Secco por La libertad del diablo - Dariela Ludlow por Los adioses | Enrique Greiner, Pablo Tamez, Raymundo Ballesteros por Sueño en otro idioma - Antonio Diego, Jorge Juárez, Omar Juárez, Tomasz Dukszta por La habitación - Matías Barberis, Bernat Fortiana, Pablo Tamez, Jaime Baksht, Michelle Couttolenc por La libertad del diablo - Raúl Locatelli, Sergio Díaz, Vincent Arnardi por La región salvaje - Emilio Cortés, Martín Hernández, Alejandro Quevedo, Jaime Baksht, Michelle Couttolenc por Vuelven |
| Mejor música Presentado por: Verónica Langer y Noé Hernández. | Mejor diseño de arte Presentado por: Ludwika Paleta y Marina de Tavira. |
| Andrés Sánchez Maher por Sueño en otro idioma - Jacobo Lieberman, Leonardo Heiblum por Batallas íntimas - Quincas Moreira por La libertad del diablo - Guro Moe por La región salvaje - Jacobo Lieberman, Leonardo Heiblum por Plaza de la soledad                                                                                        | Antonio Muñohierro por El elegido Carlos Jacques por La habitación - Carlos Jacques por Los adioses - Bárbara Enríquez por Sueño en otro idioma - Ana Solares por Vuelven |
| Mejor vestuario Presentado por: Ludwika Paleta y Marina de Tavira. | Mejor maquillaje Presentado por: Ludwika Paleta y Marina de Tavira. |
| Mariestela Fernández, Gabriela Diaque por La habitación - Mercè Paloma por El elegido - Anna Terrazas por Los adioses - Fernanda Vélez por Los crímenes de Mar del Norte - Gabriela Fernández por Sueño en otro idioma | Adam Zoller por Vuelven - Maru Errando, Carlos Sánchez por El elegido - Carlos Sánchez, Itzel Peñapor La habitación - Nury Alamo por Los crímenes de Mar del Norte - Maripaz Robles por Sueño en otro idioma |
| Mejores efectos visuales Presentado por: Daniela Vega y Paulina Gaitán. | Mejores efectos especiales Presentado por: Daniela Vega y Paulina Gaitán. |
| Peter Hjorth por La región salvaje - Lluís Castells por El elegido - Radoslaw Rekita por La habitación - Raúl Prado por Mientras el lobo no está - Raúl Prado, Juan Carlos Lepe, Edgar Piña por Vuelven | José Manuel Martínez por La región salvaje - Lluis Rivera, Alejandro Vázquez por El elegido - Arturo Godínez por La habitación - Yoshiro Hernándezpor Purasangre - Alejandro Vázquez por Vuelven |
| Mejor Largometraje Documental Presentado por: Dolores Heredia y Gael García Bernal. | Mejor ópera prima Presentado por: Ilse Salas y Juan Manuel Bernal. |
| La libertad del Diablo por Everardo González - Batallas íntimas por Lucía Gajá - El maíz en los tiempos de guerrapor Alberto Cortés - Plaza de la Soledad por Maya Goded - Un exilio: película familiar por Juan Francisco Urrusti | El vigilante por Diego Ros - Ayúdame a pasar la noche por José Ramón Chávez - Los años azules por Sofía Gómez Córdova - Mientras el lobo no está por Joseph Hemsani - Plaza de la Soledad por Maya Goded |
| Mejor cortometraje documental Presentado por: Paulina Dávila y Roberto Fiesco. | Mejor cortometraje de ficción Presentado por: Paulina Dávila y Roberto Fiesco. |
| La muñeca tetona por Diego Enrique Osorno, Alexandro Aldrete - Artemio por Sandra Luz López - Juan Perros por Rodrigo Ímaz - Relato familiar por Sumie García - Tecuani, hombre jaguar por Isis Alejandra Ahumada, Nelson Omar Aldape | Oasis por Alejandro Zuno - Chambelán por Fabián León - La Ramona por Antonio de Jesús Sánchez - Libre de culpa por Santiago Arriaga, Mariana Arriaga - Mamartuile por Alejandro Saevich |
| Mejor cortometraje animado Presentado por: Paulina Dávila y Roberto Fiesco. | Mejor película iberoamericana Presentado por: Ilse Salas y Juan Manuel Bernal. |
| Cerulia por Sofía Carrillo - Amor, nuestra prisión por Carolina Corral - Nos faltan por Lucía Gajá, Emilio Ramos - Poliangular por Alexandra Castellanos - Última estación por Héctor Dávila | Una mujer fantástica por Sebastián Lelio (Chile) - Aquarius por Kleber Mendonça Filho (Brasil) - La mujer del animal por Víctor Gaviria (Colombia) - Últimos días en La Habana por Fernando Pérez (Cuba) - Zama por Lucrecia Martel (Argentina) |
| Ariel de Oro Presentado por: Jesús Ochoa y Juan Mora Cattlet (respectivamente). | |
| Queta Lavat (Actriz) Toni Kuhn (Fotógrafo) | |